# Sochocin
Sochocin è un comune rurale polacco del distretto di Płońsk, nel voivodato della Masovia.
Ricopre una superficie di 119,67 km² e nel 2004 contava 5 766 abitanti.